# بالاو سانت جوردي
بالاو سانت جوردي هي صالة مغطاة متعددة الإستخدامات تقع في برشلونة، إسبانيا.